# Adam Henrique
Adam Shane Henrique (ur. 6 lutego 1990 w Brantford, Ontario) – kanadyjski hokeista pochodzenia portugalsko-polskiego.
Urodził się jako syn Portugalczyka i Polki.

## Kariera

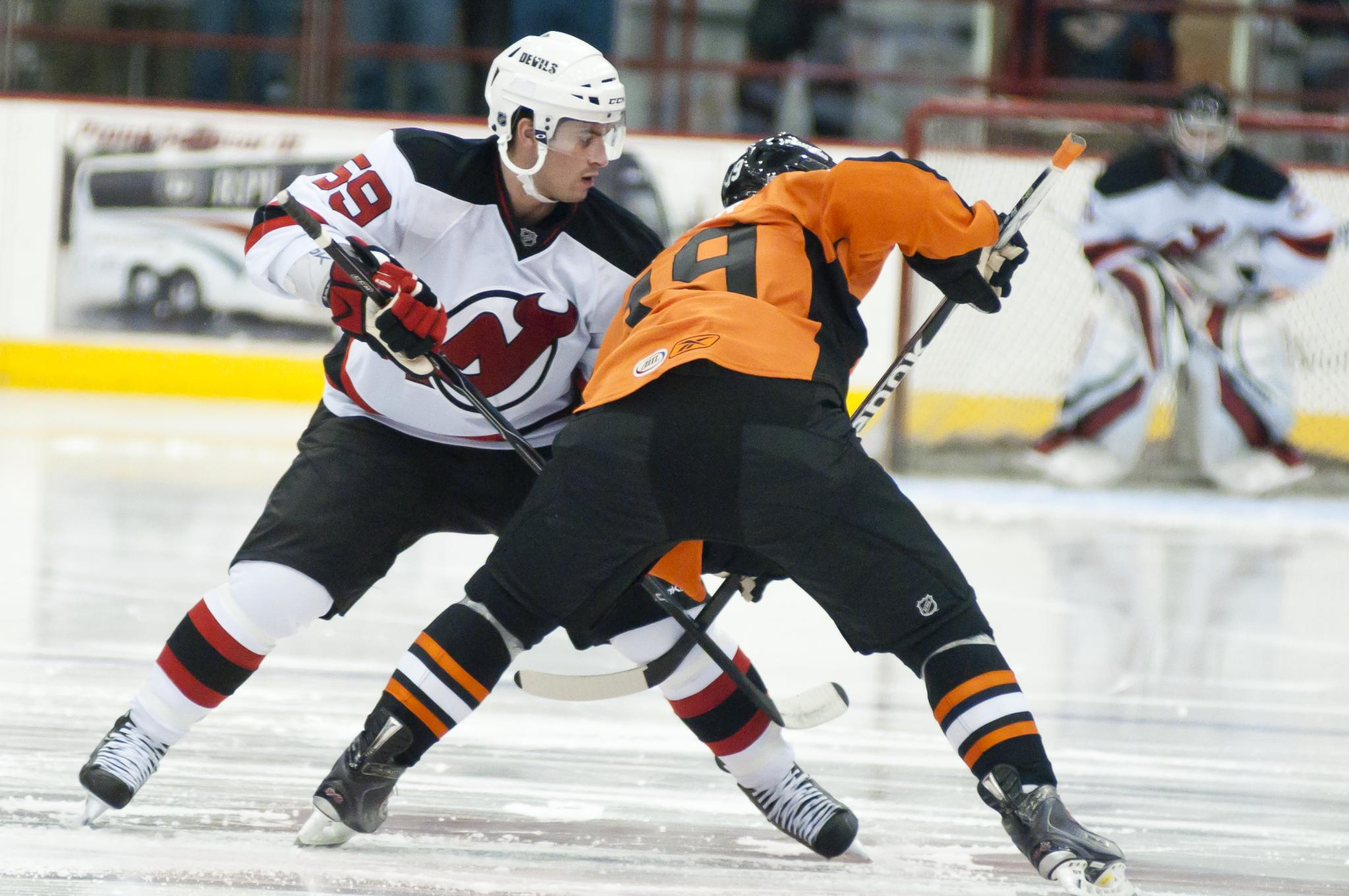
Adam Henrique w barwach Albany Devils (2010)

- Brantford 99ers Minor Midget AAA (2005-2006)
- Windsor Spitfires (2006-2010)
- Albany Devils (2010-2013)
- New Jersey Devils (2011-2017)
- Anaheim Ducks (2017-)

Wychowanek klubu Burford M.H.A. Od 2006 przez cztery sezony grał w drużynie Windsor Spitfires w kanadyjskich juniorskiej lidze OHL w ramach rozgrywek CHL. W międzyczasie w drafcie NHL z 2008 został wybrany przez New Jersey Devils. W listopadzie 2009 podpisał kontrakt wstępny z tym klubem. Sezon 2010/2011 rozegrał w barwach drużyny, Albany Devils w lidze AHL. W lidze NHL zadebiutował 10 kwietnia 2011 pod koniec edycji NHL (2010/2011). Od sezonu NHL (2011/2012) rozpoczął regularne występy w NHL w barwach New Jersey Devils. W sierpniu 2013 przedłużył kontrakt o sześć lat. Od końca listopada 2017 zawodnik Anaheim Ducks.
W barwach Kanady uczestniczył w turnieju mistrzostw świata juniorów do lat 20 w 2010. W kadrze seniorskiej uczestniczył w turnieju mistrzostw świata edycji 2021.

## Sukcesy i osiągnięcia
Reprezentacyjne
- Srebrny medal mistrzostw świata juniorów do lat 20: 2010
- Srebrny medal mistrzostw świata: 2019
- Złoty medal mistrzostw świata: 2021

Klubowe
- Złoty medal Canada Games: 2007 z Team Ontario
- Hamilton Spectator Trophy: 2009 z Windsor Spitfires
- Wayne Gretzky Trophy: 2009, 2010 z Windsor Spitfires
- Bumbacco Trophy: 2009, 2010 z Windsor Spitfires
- J. Ross Robertson Cup – mistrzostwo OHL: 2009, 2010 z Windsor Spitfires
- Memorial Cup – mistrzostwo CHL: 2009, 2010 z Windsor Spitfires
- Mistrzostwo konferencji: 2012 z New Jersey Devils
- Prince of Wales Trophy: 2012 z New Jersey Devils

Indywidualne
- OHL (2009/2010):
  - Mecz gwiazd OHL
  - Pierwsze miejsce w klasyfikacji strzelców w fazie play-off OHL: 20 goli
  - Wayne Gretzky 99 Award – Najbardziej Wartościowy Zawodnik (MVP) w fazie play-off OHL
  - Drugie miejsce w klasyfikacji kanadyjskiej turnieju Memorial Cup 2010: 8 punktów
- NHL (2011/2012):
  - Najlepszy pierwszoroczniak miesiąca: grudzień 2011[4]
  - Skład gwiazd pierwszoroczniaków
- Mistrzostwa Świata w Hokeju na Lodzie 2021 (elita):
  - Czwarte miejsce w klasyfikacji strzelców turnieju: 6 goli[5]
  - Czwarte miejsce w klasyfikacji kanadyjskiej turnieju: 11 punktów[6]